# Acanthodelta
Acanthodelta is een geslacht van vlinders uit de familie van de Erebidae (spinneruilen). De wetenschappelijke naam van dit geslacht is voor het eerst voorgesteld door George Francis Hampson in een publicatie uit 1918.
Dit geslacht is monotypisch, dat wil zeggen dat het maar één soort heeft namelijk Acanthodelta distriga Hampson, 1908 uit Zuid-Afrika.